# Decentryzm
Decentryzm – koncepcja artystyczna postulująca umieszczenie centralnej części obrazowanego w utworze przedmiotu (jego znaczeniowego środka) poza ramami tego utworu, skąd dominować ma nad pozostawionym w dziele otoczeniem. Elementem koncepcji decentryzmu jest pojęcie centryzmu, którym określane jest dzieło sztuki tworzone według tradycyjnych (niedecentrystycznych) reguł. Zdaniem teoretyków decentryzmu, nie jest on kolejnym kierunkiem w sztuce, lecz szerszą ideą, na gruncie której powstawać mogą różnorodne kierunki artystyczne.
Idea decentryzmu została sformułowana w 1987 roku w Warszawie przez polskiego pisarza i intelektualistę Adama Wiśniewskiego-Snerga. W tym samym roku powstały pierwsze decentrystyczne obrazy namalowane przez Marka Ruffa (1957–2022) – polskiego artystę malarza, współtwórcę międzynarodowej grupy artystycznej „Decentryzm”.
Pierwsza wystawa decentrystów miała miejsce w Paryżu w 1997 roku. Od tego czasu założenia decentryzmu wykorzystano w wielu sferach działalności artystycznej, m.in. w malarstwie, fotografii, rzeźbie i teatrze.